# Dynastie Sui
Pour les articles homonymes, voir Sui.
581–618
Entités précédentes :
- Dynastie Zhou du Nord
- Dynastie Chen

Entités suivantes :
- Dynastie Tang

La dynastie Sui (chinois : 隋朝 ; pinyin : Suí cháo) (581–618) succède aux dynasties du Nord et du Sud et précède la dynastie Tang, en Chine. La dynastie Sui est une dynastie pivot dans l'histoire de la Chine dans la mesure où elle met fin à quatre siècles de division, et impose par ses réformes et ses grands travaux une unité qui sera à partir d'elle vue comme naturelle.
Elle est fondée par Yang Jian, le puissant général semi-barbare des Zhou du Nord. Devenant dès lors l'empereur Wendi des Sui, il soumet la Chine du sud, puis impose comme capitale Daxing (大興, plus tard renommée Chang'an, actuelle Xi'an). En dépit de sa faible durée de vie, cette dynastie se caractérise par l'importante réunification du Nord et du Sud, par les immenses tâches de construction du Grand Canal et de reconstruction-expansion de la Grande Muraille de Chine. Les empereurs Wendi et Yangdi formulent de nombreuses et importantes réformes : le système de répartition égale des terres agricoles, dans le but de réduire le fossé riches/pauvres et aboutissant à l'augmentation de la production agricole; le pouvoir de gouvernance est centralisé et le système des Trois départements et six ministères est officiellement institué; les pièces de monnaie sont standardisées pour tout l'Empire ; la défense des marges est améliorée, et la Grande Muraille est étendue. Le bouddhisme se diffuse avec le soutien du gouvernement; cette facilité nouvelle des échanges et cette diffusion d'une religion et d'usages communs est un pas majeur dans le travail artificiel d'unification de la multitude de peuples et de cultures alors présents en Chine.
La dynastie est affaiblie et discréditée par les coûteuses et désastreuses campagnes militaires contre le Koguryo,,, un des Trois Royaumes de Corée. Ces campagnes, qui ont lieu au début du VIIe siècle, épuisent le peuple et l'économie, répandent l'insatisfaction, et entraînent la mort d'un grand nombre de paysans conscrits. Les combats s'achévent par une défaite des Sui en 614, et la dynastie se désintégre sous l'effet d'une série de révoltes populaires qui culminent avec l'assassinat de l'empereur Yang par ses ministres en 618. La dynastie, qui n'a duré que trente-sept ans, a été minée par des guerres et des projets de construction ambitieux, qui ont mis ses ressources à rude épreuve.
Cette dynastie fut souvent comparée à la dynastie Qin du fait de leurs brèves durées de vie, de leur sévérité excessive, et de leurs accomplissements décisifs. Les premières insurrections furent considérées comme étant la conséquence des demandes tyranniques du gouvernement envers son peuple, qui porta le poids d'énormes taxes et travaux obligatoires. Les ressources humaines furent surexploitées par les excès Sui, notamment dans leur impétueux engagement dans de gigantesques travaux tels que le Grand Canal -un monumental exploit d'ingénierie- et dans d'autres projets de construction (reconstruction de la Grande Muraille et plusieurs palais gigantesques).

## Histoire

### Wendi et la fondation de la dynastie Sui
Lorsque Yuwen Yong, l'empereur Wu des Zhou du Nord défait le déclinant Royaume des Qi du Nord en 577, la Chine du Nord prend définitivement l'avantage militaire face à la Chine du Sud. Les dynasties du Sud, alors humainement moins puissantes que la Chine du Nord (Henan, Hebei, etc.), avaient perdu tout espoir de réunifier la Chine sous leur nom, tandis qu'une conquête du Sud par le Nord semblait inévitable, bien que retardée à cause d'une guerre civile au Nord (523-534).
C'est durant cette période qu'Yang Jian, un chinois d'ethnie Han, et futur fondateur de la dynastie Sui, devient le régent de la cour Zhou du nord, sa fille étant l'impératrice douairière, et son beau-fils, l'empereur Jing des Zhou du Nord, un enfant. Après avoir écrasé une insurrection militaire dans les provinces orientales, Yang Jian, dépose l'empereur-enfant et s'intronise empereur Wendi des Sui. Lorsqu'il était ministre et régent à la cour des Zhou, Jian portait le titre de "Duc de Sui". Le caractère "Sui 隨" utilisé pour son titre signifiait littéralement "suivre" et impliquait la loyauté. Après son intronisation, l'empereur Wen créé un nouveau caractère "Sui (隋)", en s'inspirant de celui correspondant à son ancien titre, et en fait le nom de sa dynastie nouvellement fondée. Lors de la purge associée a sa prise du pouvoir, Wendi fait exécuter pas moins de 59 princes de la maison royale des Zhou tandis qu'il parvient, par ses vertus confucianistes, à être finalement nommé, à titre posthume, « l'Empereur cultivé » (文帝 wéndi, son nom de temple) (581 - 604 AD),.
Même si les empereurs Sui sont issus de l'aristocratie militaire du nord-ouest, ils mettent en avant leur ascendance patrilinéaire "Han", en revendiquant être des descendants de Yang Zhen, un haut-fonctionnaire qui était au service de la dynastie Han. Le Nouveau Livre des Tang retracé l'ascendance patrilinéaire de Yang Zhen jusqu'aux rois de la dynastie Zhou, via les ducs de Jin.
Les Sui affirment donc que les Yang de Hongnong  弘農楊氏,,,, sont leurs ancêtres, tout comme les empereurs Tang affirment être les descendants des Li de Longxi. Ces affirmations ne sont pas gratuites, mais des éléments de légitimation du pouvoir de ces deux dynasties, qui cherchent à se relier a des dynasties prestigieuses ayant régner auparavant sur la Chine. En effet les Li de Zhaojun et les Lu de Fanyang sont originaires du Shandong et apparentés au clan Liu, dont sont issus les empereurs de la dynastie Han et qui est également lié aux Yang de Hongnong et aux autres clans de Guanlong. Les ducs de Jin sont également considérés comme étant les ancêtres des Yang de Hongnong.
Cette volonté de se relier aux dynasties précédente comme élément de légitimation du pouvoir va survivre aux Sui et aux Tang, car les Yang de Hongnong, les Jia de Hedong, les Xiang de Henei et les Wang de Taiyuan de la dynastie Tang sont également revendiqués comme étant leurs ancêtres par les empereurs de la dynastie Song.
C'est donc à contrepied de certaines volontés de l'élite pro-Xianbei du Nord-Est, et dans cette logique de rattachement aux dynastie précédentes, que Wendi abolit les dernières politiques anti-Han des Zhou, et réimpose la domination de son nom de famille chinois « Yang » dans un effort clair de sinisation de son gouvernement. Gagnant par de telles mesures le soutien de l'élite confucianiste ayant soutenu et fait vivre les précédentes dynasties chinoises et abandonnant le népotisme et la corruption systématique du Système des neuf-rangs, Wendi est à l'origine d'une série de réformes radicales ayant pour but de renforcer son empire, afin de faciliter la réunification prévue.
Pour mener à bien sa campagne militaire devant lui permettre de conquérir le sud de la Chine, l'empereur Wen rassemble des milliers de navires afin de vaincre les forces navales de la dynastie Chen sur le Yangzi Jiang. Les plus grands de ces navires sont très hauts, avec cinq ponts superposés et une capacité de transport de 800 personnes en plus de l'équipage. Chacun de ces navires est équipé de six barrages flottants de 15 mètres de long, qui sont utilisés pour déstabiliser et endommager les navires ennemis, ou pour les immobiliser afin que les troupes embarquées puisse passer à l'abordage. Lors de cette campagne, l'empereur Wendi emploie comme par le passé les efficaces soldats et cavaliers Xianbei ainsi que des soldats d'origine plus chinoise, mais aussi des populations du Sichuan qu'il vient de soumettre,.
En 588, Sui Wendi amasse 518 000 soldats le long des berges Nord du Yangtze, du Sichuan à l'océan Pacifique,, tandis que des agitateurs sont envoyés dans l'« empire » chinois des Chen, faisant de l'empereur des Chen un débauché luxurieux afin d'affaiblir la fidélité des militaires et du peuple. Aussi, le Royaume Chen est déjà en train de s'émietter et ne peut résister à l'assaut Sui. En 589, les troupes Sui entrent à Jiankang (actuelle Nankin) tandis que Chen Shubao (陳叔寶 Chén Shúbǎo, ou 陳後主 Empereur Hòuzhǔ des Chén), le dernier empereur Chen, se rend. La cité est rasée tandis que les troupes Sui escortent la noblesse Chen vers le nord, où les nobles aristocrates du Nord s'émerveillent fascinés par les subtilités intellectuelles et artistiques du Sud plus purement chinois.
Aussi, bien que Wendi soit fameux pour la vampirisation systématique et totale du budget de l'État par ses guerres et grands travaux, son règne accumule les victoires et les améliorations infra-structurelles majeures. Il s'emploie par exemple à une construction systématique de greniers à grain afin de stocker les surplus du moment, d'éviter le pourrissement ou le gaspillage des grains, et de réguler les prix du marché, tout comme l'avait fait plus tôt la dynastie Han. Les importants excédents agricoles du règne de Wendi ont soutenu la croissance rapide de la population, qui atteint un pic historique, qui ne sera dépassé qu'au zénith de la dynastie Tang, plus d'un siècle plus tard.
Chang'an (Daxing), la capitale des Sui, a beau être située dans le Guanzhong, soit le cœur militairement sécurisé des territoires Sui, elle n'en reste pas moins une ville éloignée des centres économiques de l'est et du sud de l'empire. Pour pallier ce problème, l'empereur Wen lance la construction du Grand Canal, avec l'achèvement de la première (et la plus courte) route reliant directement Chang'an au Fleuve Jaune. Plus tard, l'empereur Sui Yangdi, le fils et successeur de Wen, relance le chantier du Grand Canal, qui devient un projet bien plus  vaste visant à relier directement le nord et le sud du pays 

Divisions administratives de la Chine des Sui (Les régions de l'Ouest n'apparaissent pas sur cette carte)

En dehors de la Chine, le nouveau khaganat turc qui vient d’être fondé plus au nord constitue une menace majeure pour la dynastie nouvellement fondée. Grâce aux manœuvres diplomatiques de l'empereur Wendi, le khaganat se scinde en deux parties, l'une orientale et l'autre occidentale. Par la suite, Wendi fait également restaurer et consolider la Grande Muraille pour sécuriser davantage les territoires du nord de la Chine. Dans les dernières années de son règne, l'Empereur Wendi déclenche la première guerre de la dynastie Sui avec le royaume coréen de Koguryo, qui se termine par une défaite chinoise. Néanmoins, le célèbre "Règne de Kaihuang", ce qui correspond au nom de l’ère du règne de l'empereur Wendi, est considéré par les historiens comme l'un des sommets de la période impériale de deux millénaires de l'histoire chinoise.
Les informations concernant les événements politiques majeurs survenant en Chine finissent par atteindre l'occident et plus particulièrement l'Empire byzantin. Empruntant un terme aux peuples turcs d'Asie centrale, les Byzantin donnent un nouveau nom à la Chine, qui succède aux anciennes appellations de Sinae et Serica : Taugast (du vieux turc : 𐱃𐰉𐰍𐰲 ou Tabghach), Taugast. Ce changement a lieu durant la période des Wei du Nord (386-535). L'historien byzantin du VIIe siècle, Théophylacte Simocatta, a écrit une description, généralement précise, de la réunification de la Chine par l'empereur Wen de la dynastie Sui, avec la conquête de la dynastie rivale des Chen du sud de la Chine. Simocatta situe correctement ces événements dans la période de règne du souverain byzantin Maurice. Il fournit également des informations superficielles sur la géographie de la Chine, sa division en deux par le fleuve Yangzi et sa capitale Khubdan (ce nom dérive du vieux turc Khumdan, c'est-à-dire Chang'an) ainsi que ses coutumes et sa culture, jugeant son peuple "idolâtre" mais sage dans sa gouvernance. Il note dans son livre que le souverain porte le titre de "Taisson", ce qui, selon lui, signifie "Fils de Dieu". Il s'agit peut-être d'une déformation du nom chinois Tianzi (Fils du ciel) ou de celui de Tang Taizong, le souverain qui règne sur la Chine à l'époque ou Simocatta rédige son ouvrage.

### Yangdi

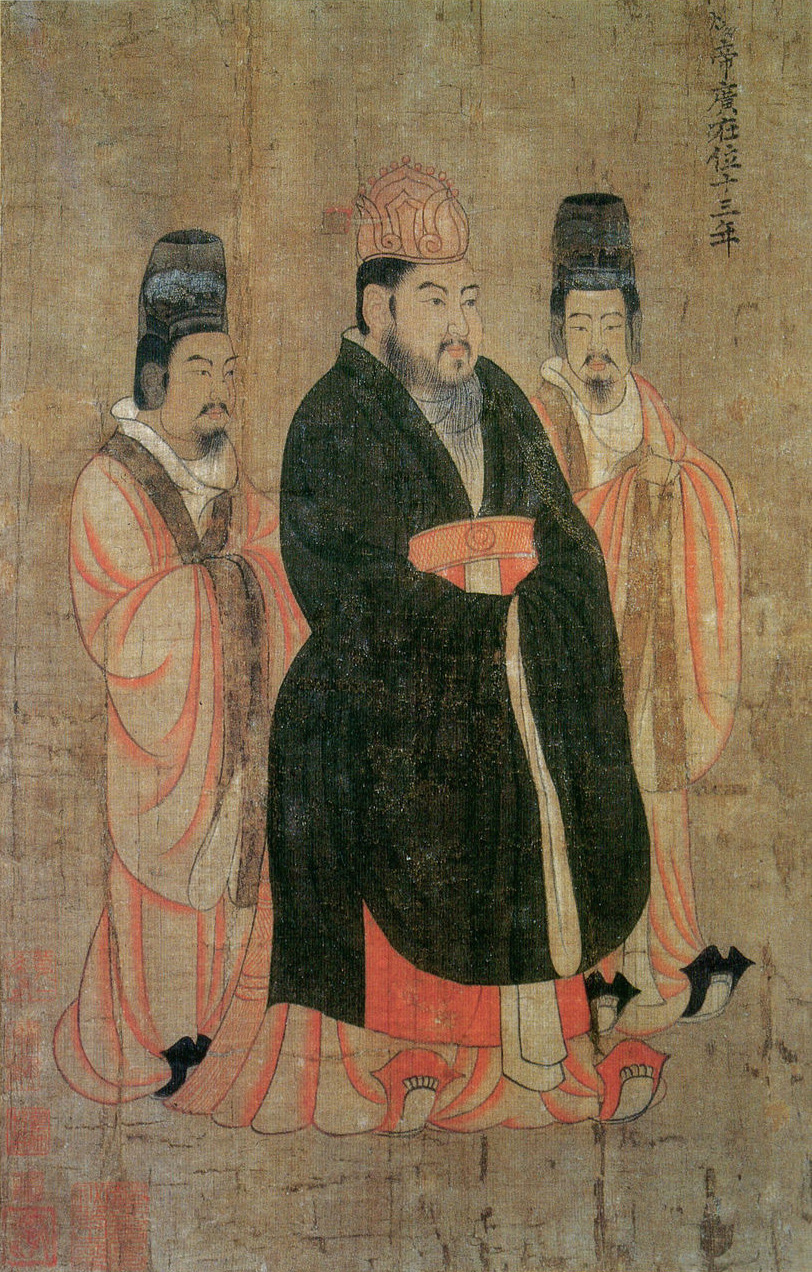
L'Empereur Sui Yangdi.

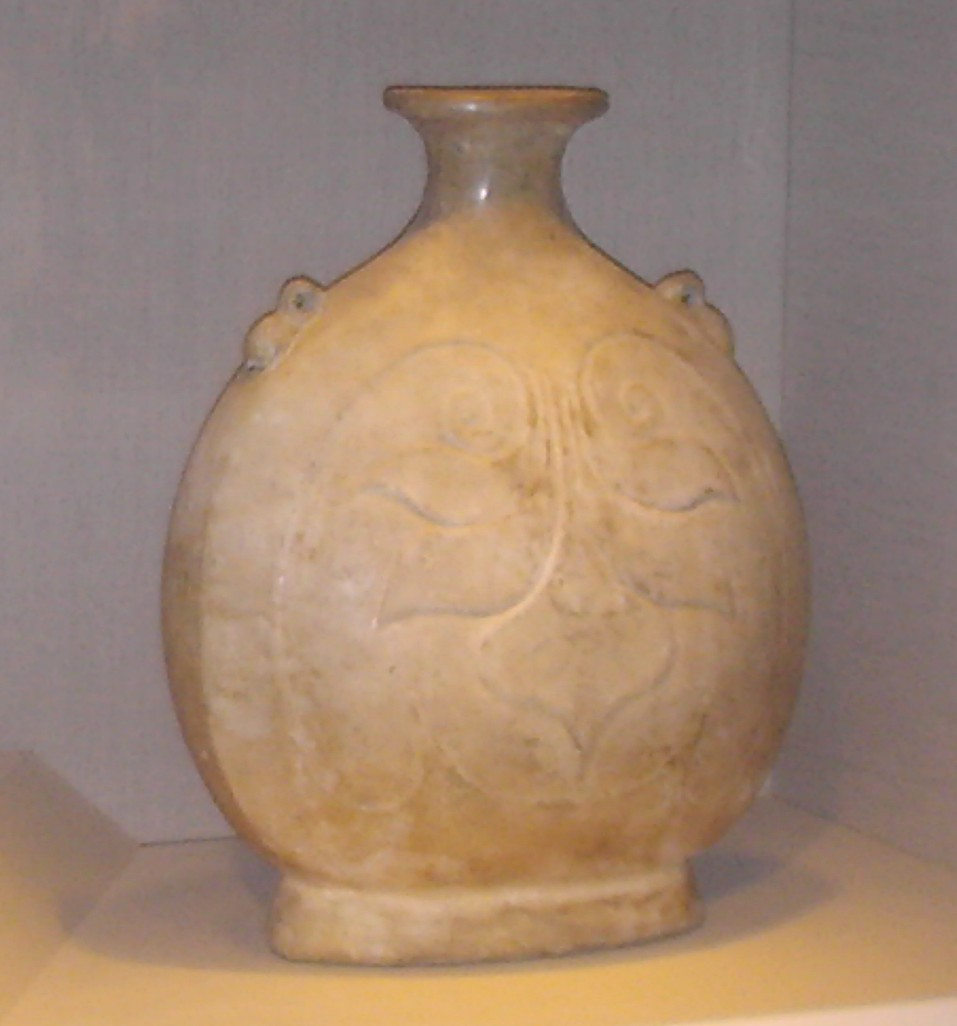
Fiole en grès d'un pèlerin datant de la dynastie Sui.

Sui Yangdi monte sur le trône à la suite de la mort de son père en 604. La mort de Wendi est encore un sujet de débat entre historiens ; certaines sources affirment qu'il l'aurait étranglé dans un moment de folie, d'autres sources lui prêtent une mort naturelle. Il poursuit l'extension de l'Empire, mais, à la différence de son père, il ne recherche plus l'appui de l'aristocratie Sino-Xianbei nomade. Au contraire, il restaure l'éducation confucianiste et le système de sélection des serviteurs civils par le biais des examens impériaux basés sur le corpus confucianiste. En supportant ces réformes, il gagne le support des élites chinoises du Sud, mais perd les faveurs des puissants nomades du nord. Il lance également de nombreux projets tout aussi monumentaux que coûteux, tel que le décisif Grand Canal de Chine. Combinées avec ses désastreuses invasions en Corée (avec une perte totale d'environ 2 millions d'hommes !), les invasions des tribus nomades turques au nord, son évolution personnelle vers un mode de vie de plus en plus luxueux et luxurieux aux dépens de la paysannerie, il perd le soutien du peuple, et est bientôt assassiné par ses propres ministres.
Wendi et Yangdi envoient tous deux des expéditions militaires vers l'actuel Viêt Nam, souhaitant ainsi suivre les pas de la dynastie Han (202 BC - 220 AD) qui avait vaincu et intégré la région Nord-Viêt Nam à l'empire 600 ans plus tôt. Cependant, le Royaume de Champā du Viêt Nam du Sud s'oppose vigoureusement à l'invasion chinoise, ce qui lui permet de marcher sur son voisin du nord avec l'excuse d'être là pour affronter les Chinois. Cette invasion chinoise est aujourd'hui connue sous le nom de la campagne Linyi-Champa (602-605 AD). Selon Ebrey, Walthall, et Palais :

« La région de Hanoï [que les dynasties Han et les Jin avaient contrôlée] fut facilement reprise des petits gouvernements locaux dès 602, et quelques années plus tard, la dynastie Sui fut poussât plus au Sud. L'armée Sui est alors attaquée par des troupes disposant d'éléphants de guerre provenant du Royaume de Champa (au sud du Vietnam). Les troupes Sui feignent une retraite et creusent des pièges pour se débarrasser des éléphants. L'armée Sui encourage les troupes Champan à attaquer, puis fait usage d'arbalètes contre les éléphants, leur faisant faire demi-tour et piétiner leur propre armée. Bien que les troupes Sui furent victorieuses, de nombreux soldats succombent de maladies, les soldats Sui venant du nord n'ayant pas d'immunité contre les maladies tropicales tel que le paludisme. »

### Guerres Koguryo-Sui
Assurément, le principal facteur ayant mené à la chute des Sui est la série de larges campagnes militaires contre la péninsule coréenne dans le but de soumettre l'État semi-barbare de Koguryo, l'un des Trois Royaumes de Corée. L'expédition conscrit le plus grand nombre de soldats jamais menés par Sui Yangdi. L'armée était si importante que les sources de l'époque annonçaient qu'il nécessita 30 jours pour que l'ensemble de l'armée quitte son dernier point de ralliement près de Shanhaiguan, juste avant les territoires coréens. Il est fait mention de 3 000 navires de guerre, 1,12 million de fantassins, 50 000 cavaliers, 5 000 pièces d'artillerie, etc., comportant les soldats payés et les conscrits (nourris, logés, devenant soldats en échange d'avantages pour leurs foyers). Il y avait tout pour le soutien logistique (nourriture, réparations, etc.), avec un exorbitant budget afin de fournir les immenses quantités d'équipement et de rations nécessaires aux armées (la plupart n'arrivant jamais à l'avant-garde chinoise, étant interceptées par des troupes très informées de Koguryŏ). L'armée s'étend sur « 1000 lis (soit environ 410 km, traversant rivières et vallées, montagnes et collines. »
Dans chacune des quatre campagnes majeures, la marche militaire finit en cuisants échecs. La quasi-totalité des offensives furent défaites par l'extraordinaire général Eulji Mundeok de Koguryo, depuis élevé au rang de meilleur stratège de l'histoire de la Corée. Lors d'une expédition composée de 305 000 soldats chinois, seuls 2 700 rentrent en Chine selon le Livre des Tang , nombreux étant ceux morts de faim et de froid lors des rudes hivers de Mandchourie et du Koguryo.

### Chute des Sui

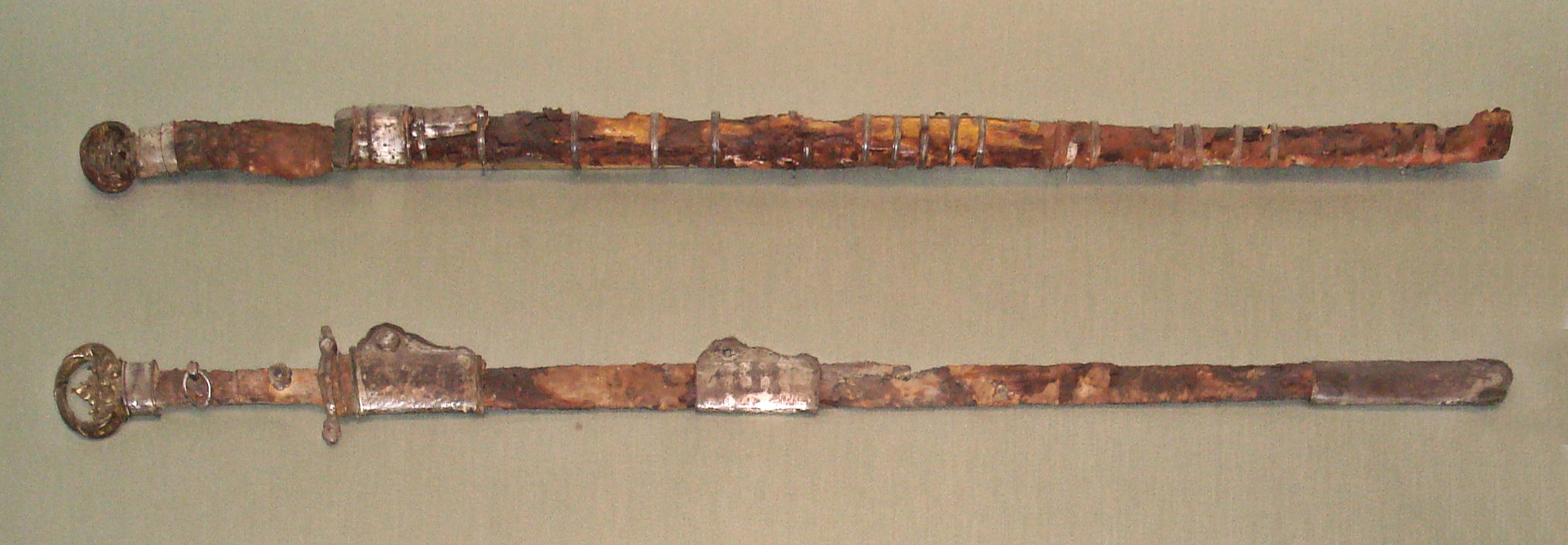
Épées chinoises de la dynastie Sui, datant de vers l'an 600, trouvées près de Luoyang. La décoration en forme de P du fourreau de l'épée inférieure est similaire aux fourreaux d'épée des Sarmates et des Sassanides et pourrait en être inspiré.

Finalement, le mécontentement face à l'empereur et les guerres, révoltes populaires, trahisons d'officiers majeurs et assassinats mènent à la chute de la dynastie Sui. Ses accomplissements restent la reconstruction-expansion de la Grande Muraille et la construction du Grand Canal, puis son extension au nord de la région de Hangzhou jusqu'à Yangzhou, via le fleuve Yangzi Jiang, puis au nord-ouest jusqu'à la région de Luoyang.
Mais, ces grands projets, combinés aux nombreuses pertes humaines et matérielles causées par l'échec des campagnes militaires contre le Koguryo, étouffent l'économie de l'Empire et mènent à la révolte les forces humaines impliquées. Durant les dernières années de la dynastie Sui, la répression des rébellions demande encore de nouvelles levées d'hommes valides pourtant nécessaires au travail agricole et aux autres besoins locaux des communautés rurales, affaiblissant encore davantage la population rurale et son économie. Par peur d'être envoyés au Koguryo ou face aux troupes rebelles, les hommes valides se briseront volontairement un membre dans le but d'éviter la conscription militaire, bientôt surnommée pratique de la « patte de bon augure » ou de « pied chanceux ». Plus tard, en 642, l'empereur Tang Taizong devra émettre un décret annonçant des peines plus sévères dans le but d'éradiquer la pratique des mutilations délibérées.
Les rebelles prennent rapidement le contrôle du gouvernement et du pays, et l'empereur Yang finit par être assassiné en 618. À cette date, il s'est réfugié dans le Sud, pour fuir les différents groupes rebelles menaçant sa capitale, et ce sont ses conseillers du clan Yuwen qui l’assassinent. Pendant ce temps, au Nord, l'aristocrate Li Yuan (李淵) se rebelle a son tour et finit par monter sur le trône, devenant l'empereur Tang Gaozu. Cet événement marque la fin définitive de la dynastie Sui et le début de la dynastie Tang.

## Culture

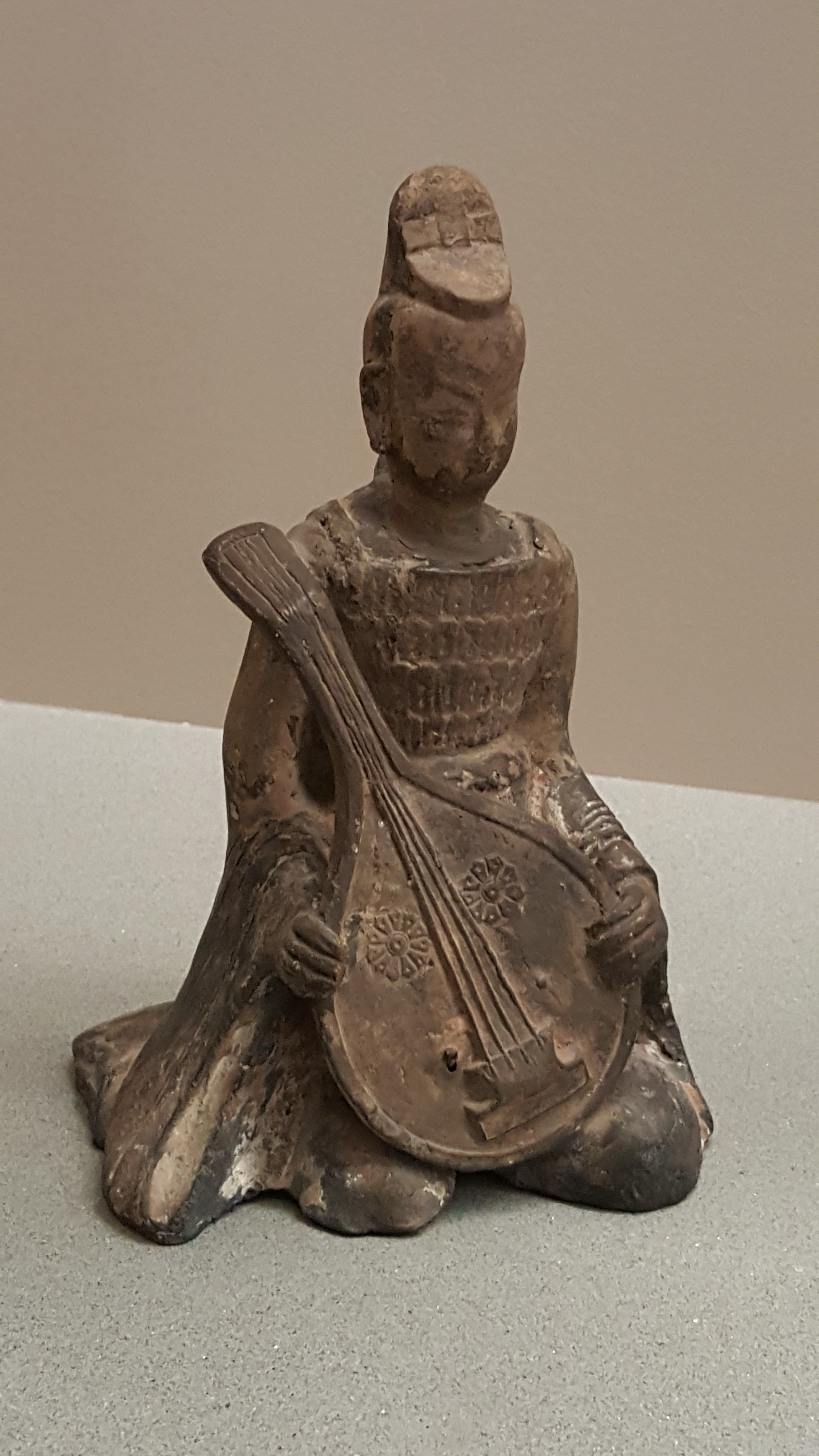
Statue représentant un joueur de Pipa, dynastie Sui

Bien que la dynastie Sui soit relativement brève, en matière de culture, elle représente une transition par rapport aux âges précédents, et de nombreux développements culturels qui peuvent être considérés comme naissants pendant la dynastie Sui prennent toute leur ampleur pendant la dynastie suivante des Tang et les époques ultérieures. Cela comprend non seulement les grands travaux publics initiés, tels que la Grande Muraille et le Grand Canal, mais aussi le système politique développé par les Sui, qui est adopté par les Tang sans trop être modifié (au début), si ce n'est au sommet de la hiérarchie politique. Parmi les autres changements culturels survenu durant la dynastie Sui, on peut citer les transformations dans les domaines religieux et littéraire, en particulier le bouddhisme et la poésie.

### Bouddhisme

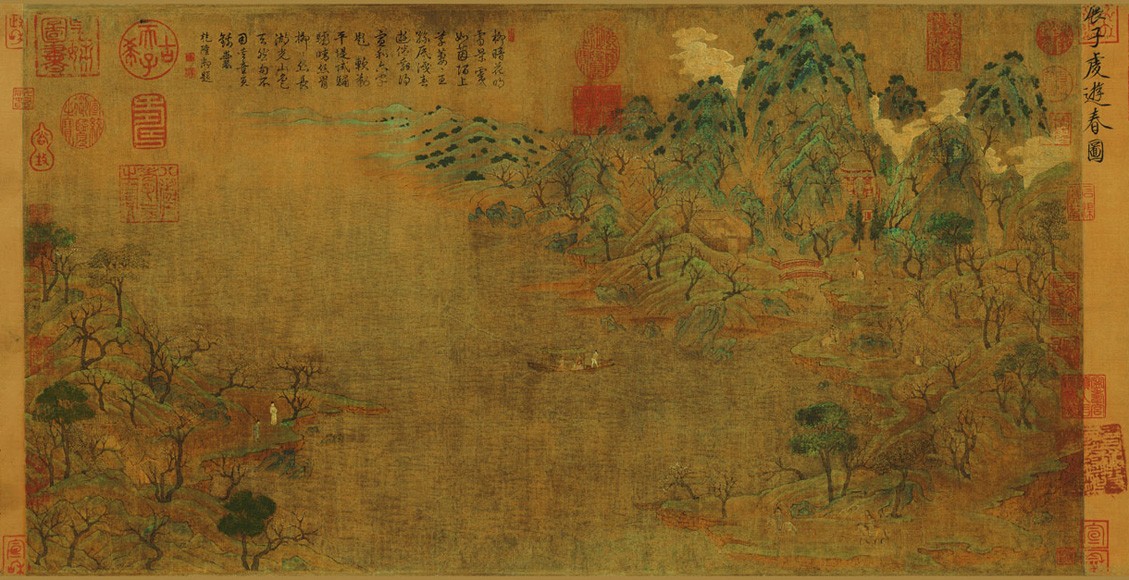
Flânerie sur le printemps, par Zhan Ziqian, période Sui.

Le bouddhisme, qui était déjà populaire durant la période des Six Dynasties (au Sud) précédant l'arrivée des Sui, s'était répandu de Kushan (Afghanistan) vers la Chine dès la fin de la dynastie Han (-220 ; +208). Il a gagné en popularité dans cette période de divisions, remplaçant en certains temps l'autorité gouvernementale, lorsque le pouvoir gouvernemental est faible. Le bouddhisme devient aussi une force d'unification culturelle, qui facilite le passage à la période Sui. À bien des égards, le bouddhisme est responsable de la renaissance culturelle sous la dynastie Sui.
En effet, si les premiers enseignements bouddhistes sont tirés de sutras sanskrits originaires de l'Inde, c'est à la fin de la période des six dynasties et sous la dynastie Sui que des courants de pensées bouddhistes purement chinois commencent a apparaitre et se multiplier. Zhiyi a notamment fondé l'école Tiantai et a rédigé le traité de méditation Móhē Zhǐguān, dans lequel il a enseigné le principe des "Trois mille royaumes en un seul moment de la vie", qui constitue l'essence de l'enseignement bouddhiste décrit dans le soutra du lotus.
C'est ainsi que l'empereur Wendi et l'impératrice se convertissent au bouddhisme afin de faciliter leur prise de pouvoir sur l'ensemble du territoire chinois et notamment sur le domaine de l'ex-Empire Chen. Wendi se présente lui-même comme un roi Chakravartin, un monarque bouddhiste prêt à user de sa force militaire pour défendre la religion bouddhiste, concept en soi très similaire à la notion islamique de djihad. En 601, l'empereur Wendi fait distribuer des reliques de Bouddha à divers temples à travers la Chine, accompagnés d'édits impériaux qui expliquent sa volonté : 
« Tout le peuple entouré par les quatre mers peut, sans exception, développer l'éveil [à la croyance bouddhique] et cultiver ensemble un karma favorable Passant ainsi, l'existence présente mènera à d'heureuses vies futures Aussi, la logique divine nous portera chacun et tous vers la merveilleuse illumination ».
En fait, en agissant ainsi, Wendi reproduit ce que l'ancien empereur indien Maurya Ashoka a fait durant son règne.

### Confucianisme
Le philosophe confucéen Wang Tong écrit et enseigne pendant la dynastie Sui, et occupe même brièvement le poste de Secrétaire de Shuzhou. Son œuvre la plus célèbre, et la seule qui nous soit parvenue, est le Zhongshuo (中说), qui est compilée peu après sa mort en 617.

### Poésie
Même si des auteurs continuent d'écrire de la poésie, certains poètes prenant de l'importance alors que d'autres disparaissent du paysage, la brève dynastie Sui se démarque peu en matière de développement de la poésie chinoise ; même si elle représente une continuité entre la poésie des Six Dynasties et celle des Tang.
Parmi les poètes de la dynastie Sui, on trouve Yang Guang (580-618), qui fut le dernier empereur Sui (et une sorte de critique poëtique) ; et aussi, Dame Hou, une de ses consorts.

## Les arts sous les Sui

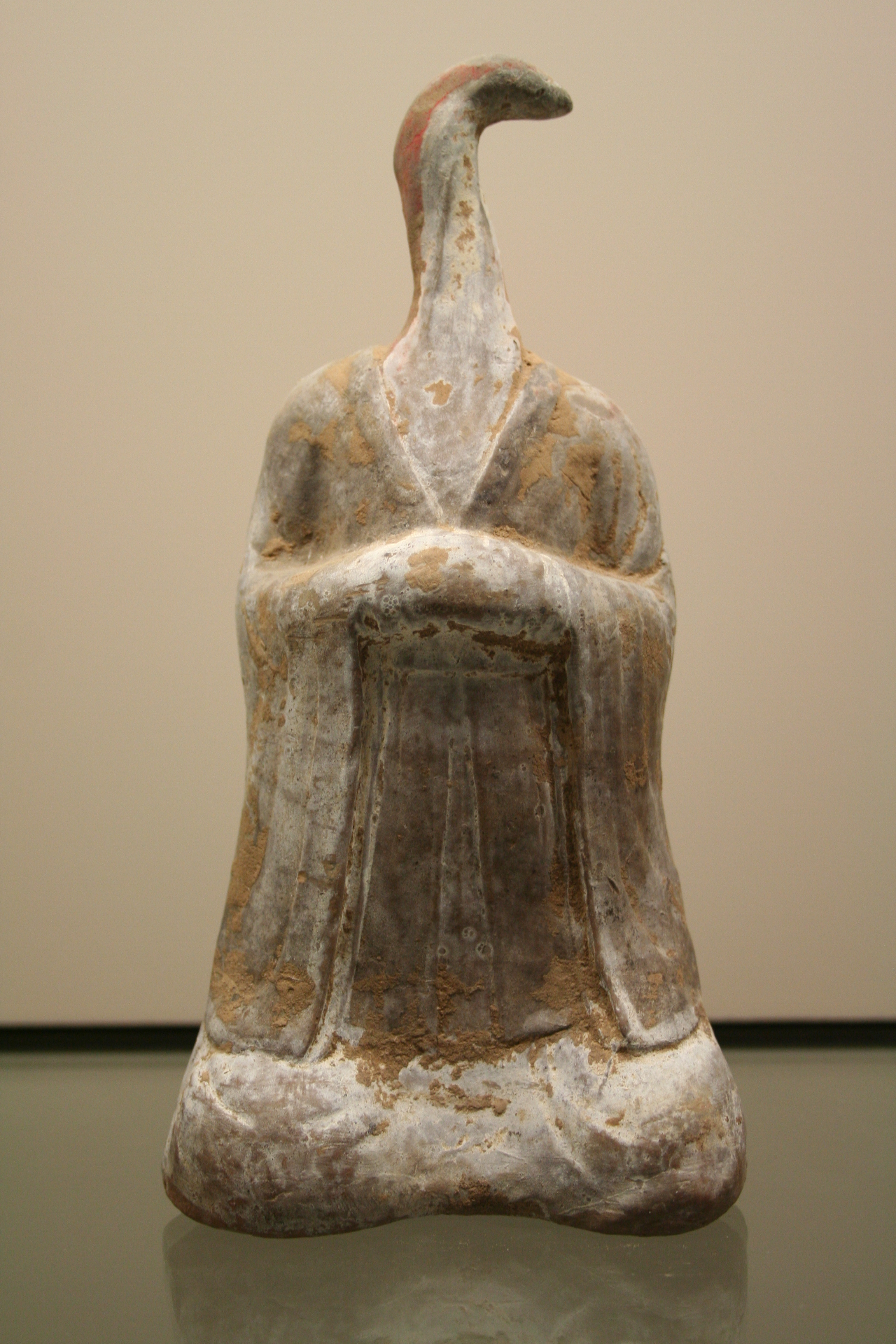
Animal calendaire d'une série de 5 : le serpent, dynastie des Sui (581-618), terre cuite, H. env. 22 cm. Musée Cernuschi.
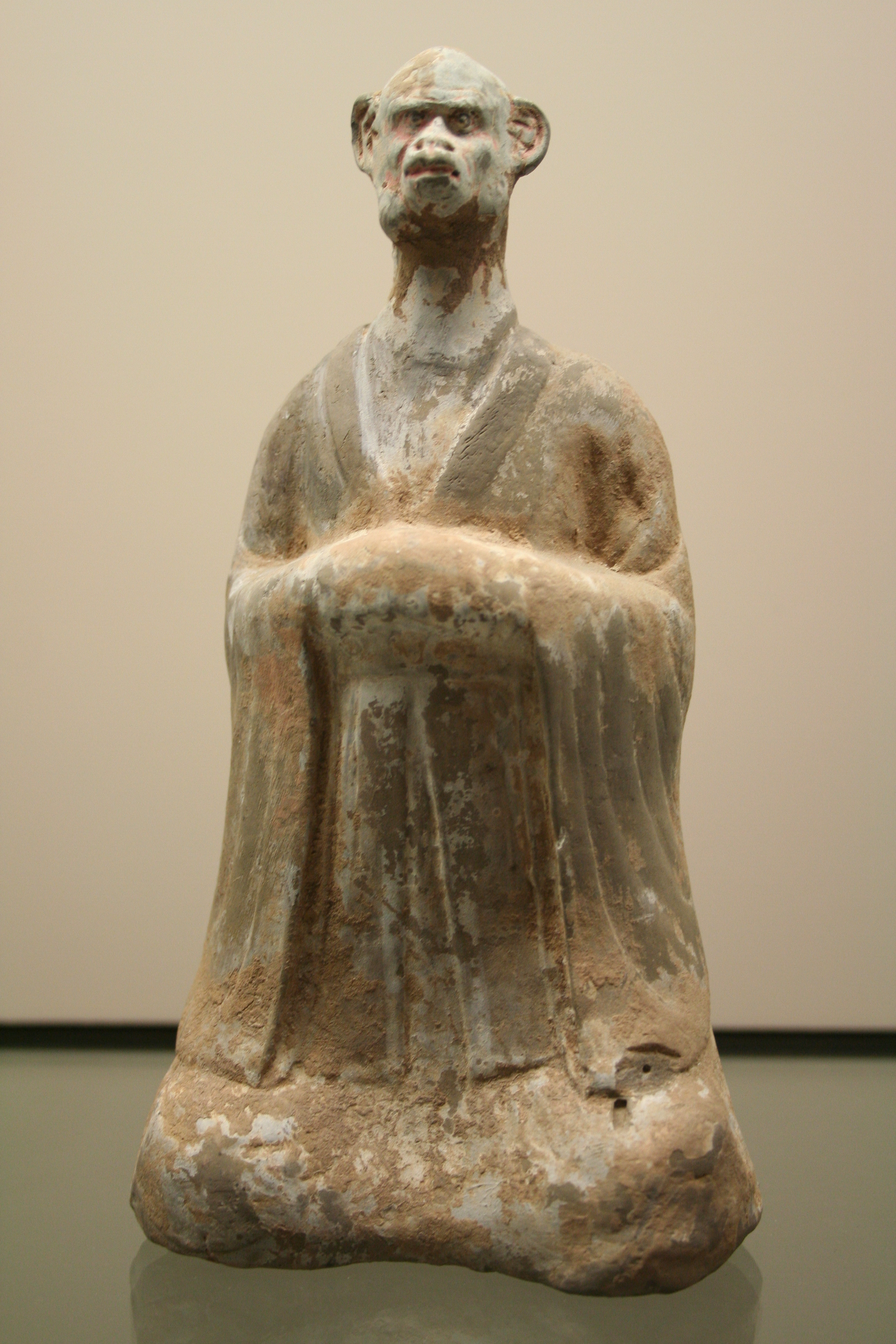
Animal calendaire : le singe : 9e année du cycle, terre cuite, H. env. 22 cm. Musée Cernuschi Bibl.: Le petit peuple des tombes, Gilles Béguin 2010. Page 55
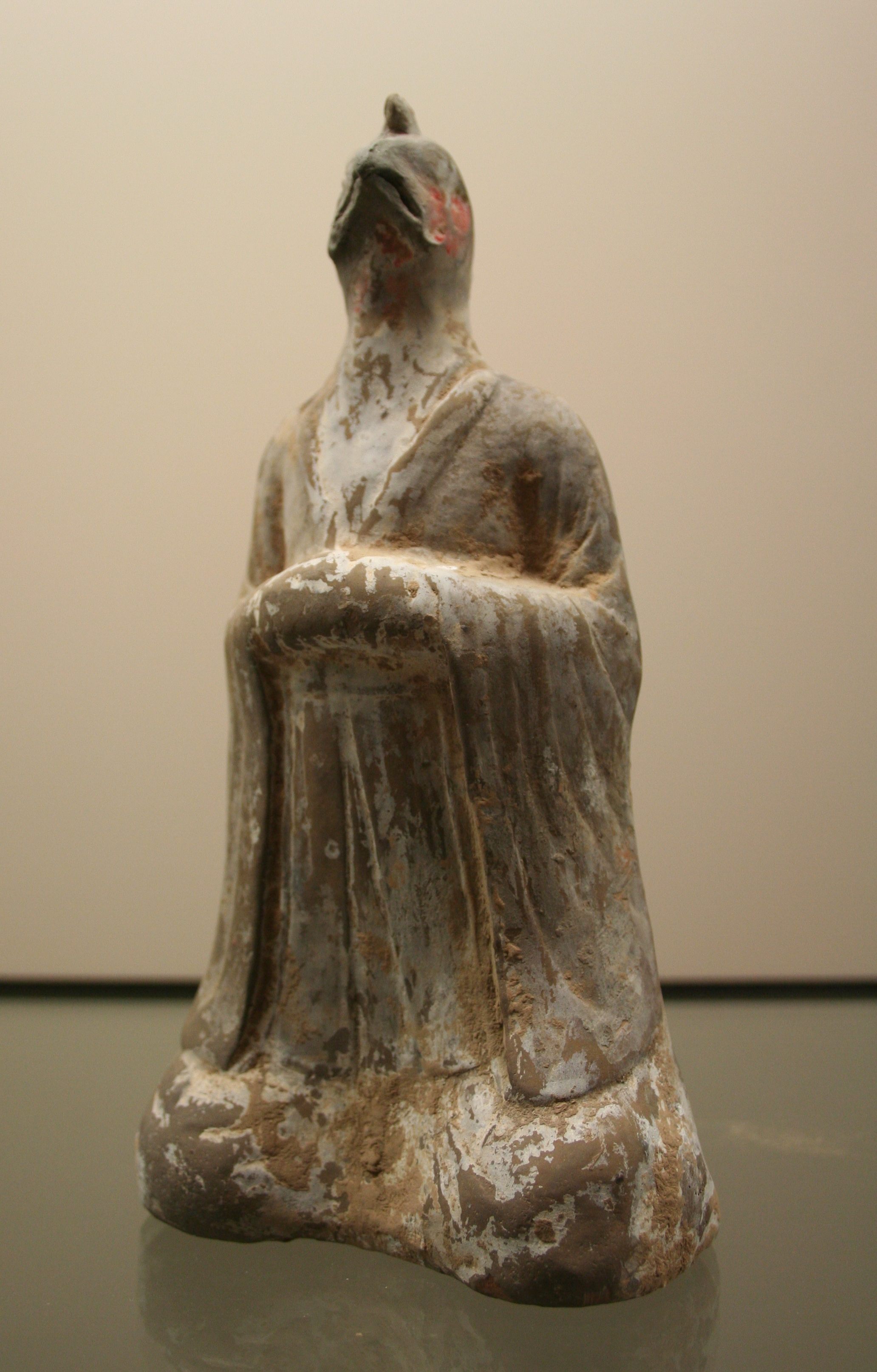
Animal calendaire : le coq : 10e année du cycle, dynastie des Sui (581-618), terre cuite, H. env. 22 cm. Musée Cernuschi. Site du musée
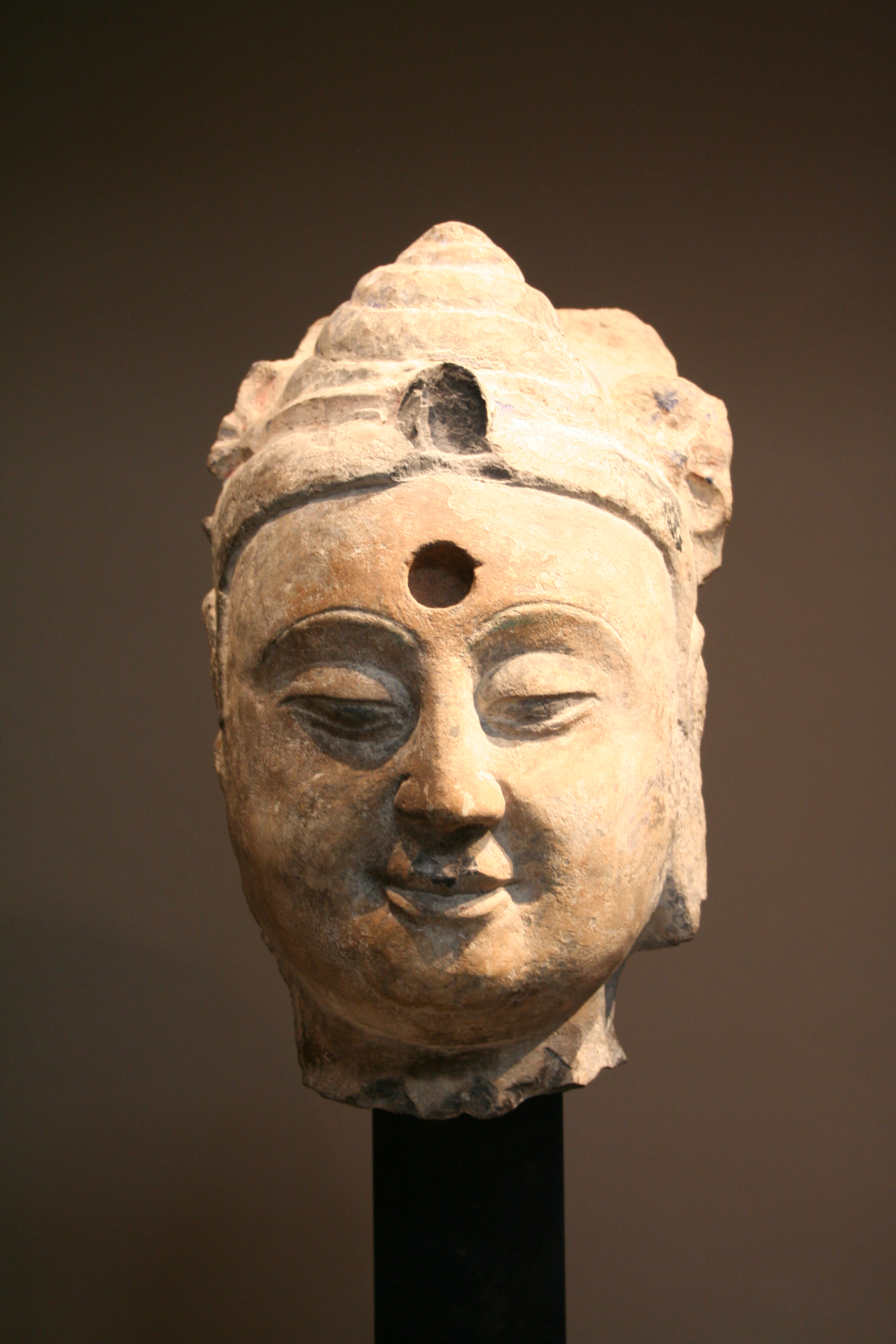
Tête de Pratyeka Buddha (Bizhijiafo). Grès, H. : 33 cm. Fin du VIe siècle. Musée Cernuschi. Site du musée.
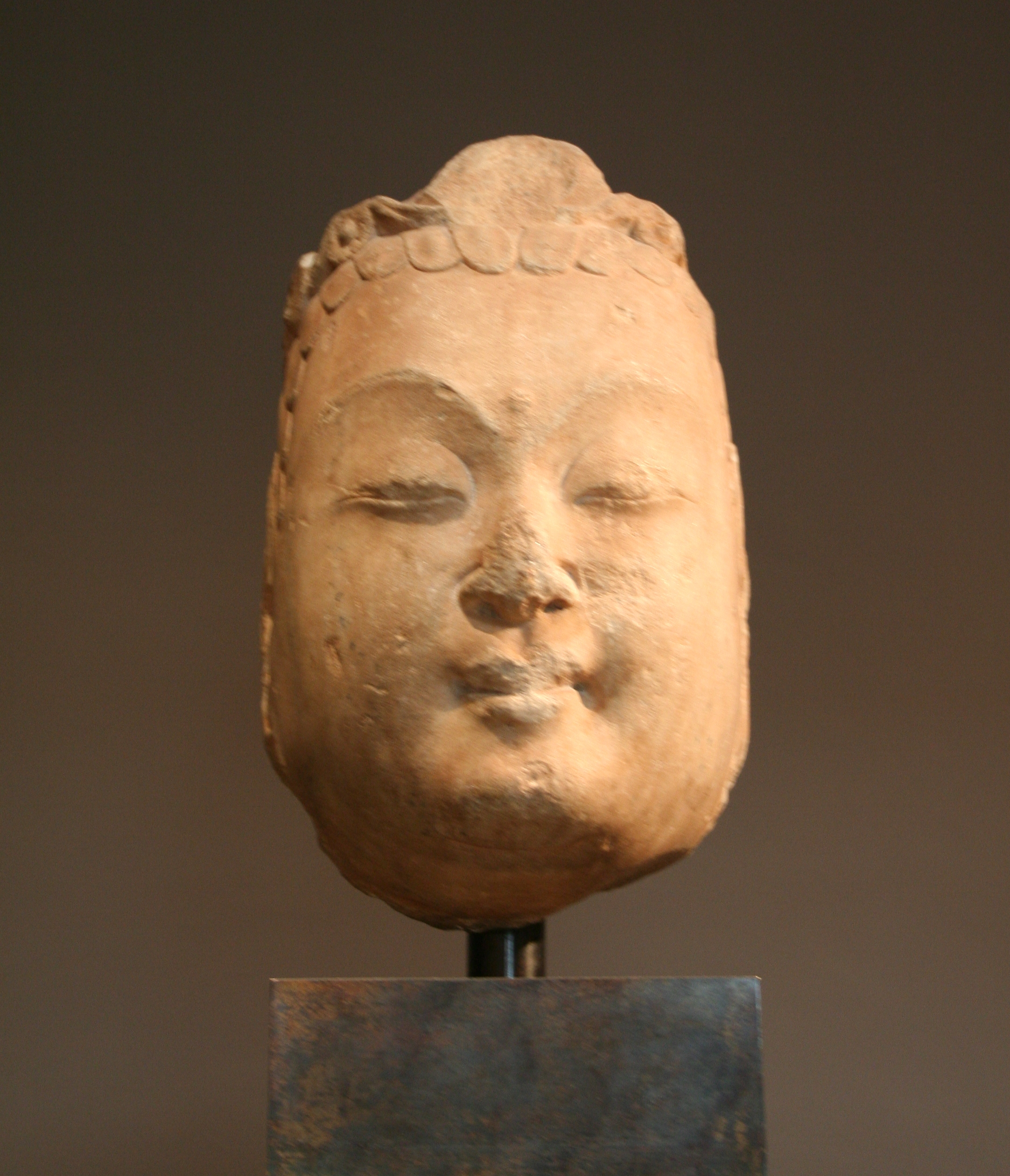
Tête de Bodhisattva. Marbre blanc, H. : 32,5 cm. Hebei. Musée Cernuschi. Site du musée.
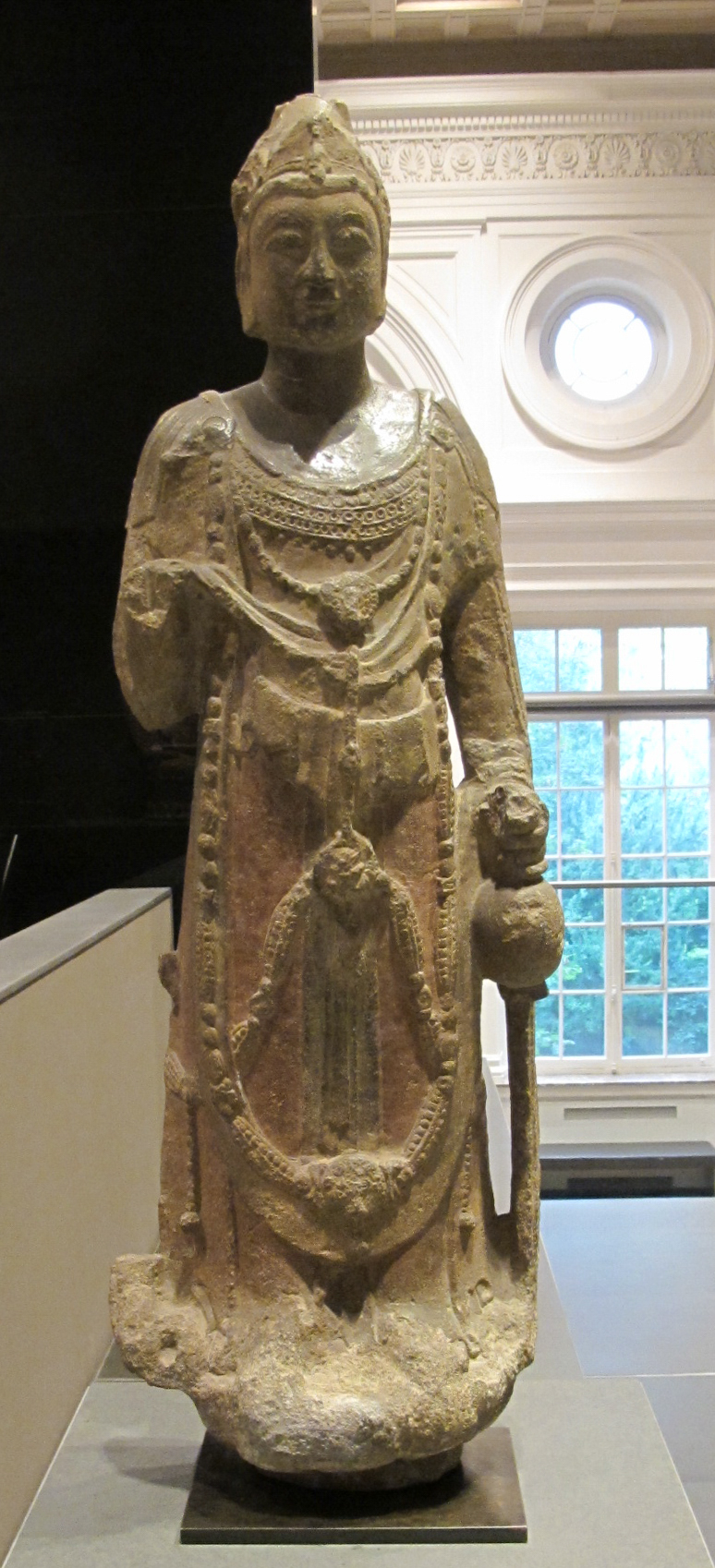
Bodhisattva Avalokiteśvara (Guanyin). Grès, restes de polychromie. H. 120 cm. Musée Cernuschi
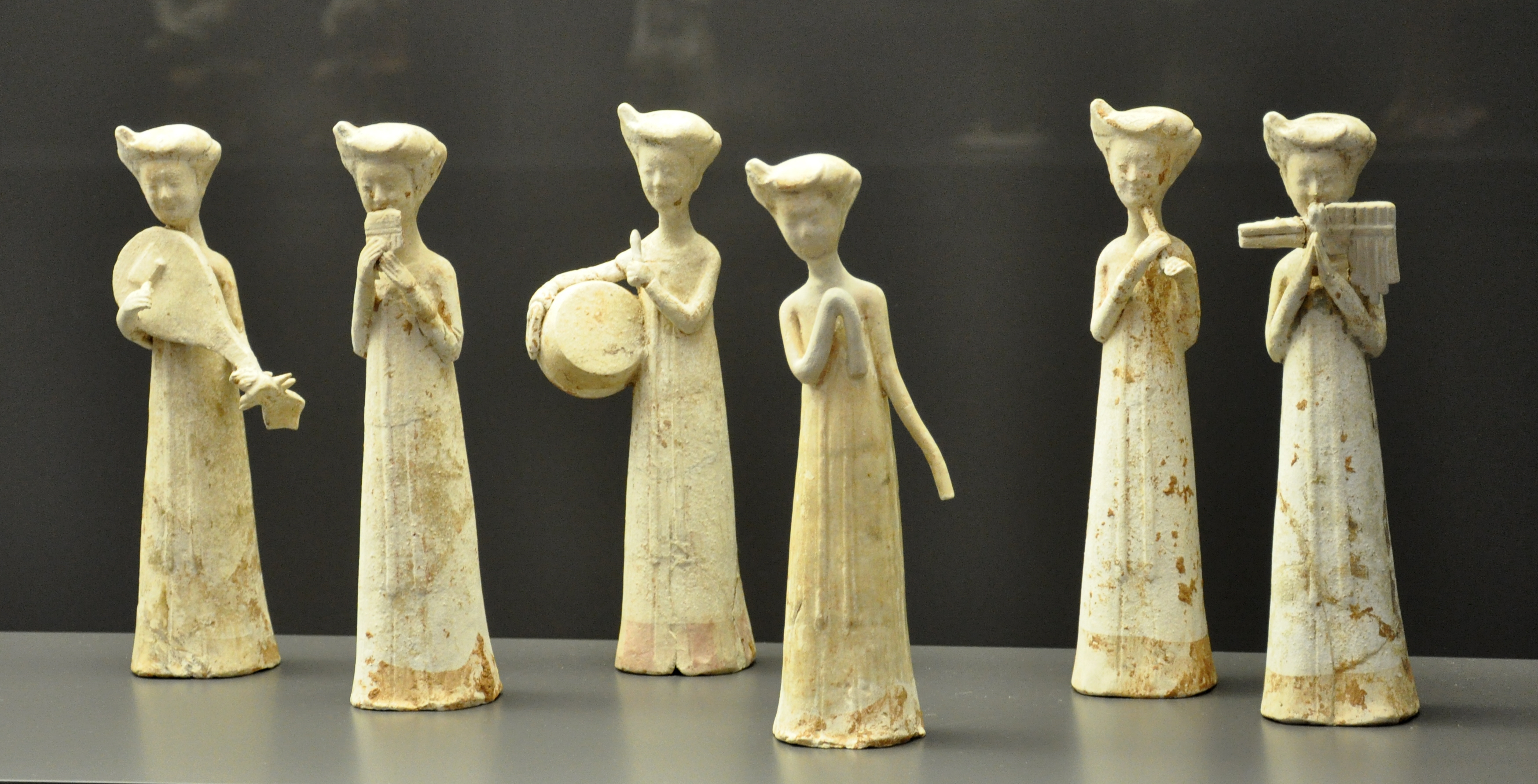
Des musiciennes et une danseuse. Terre cuite glaçurée. Museum Rietberg, Zurich.
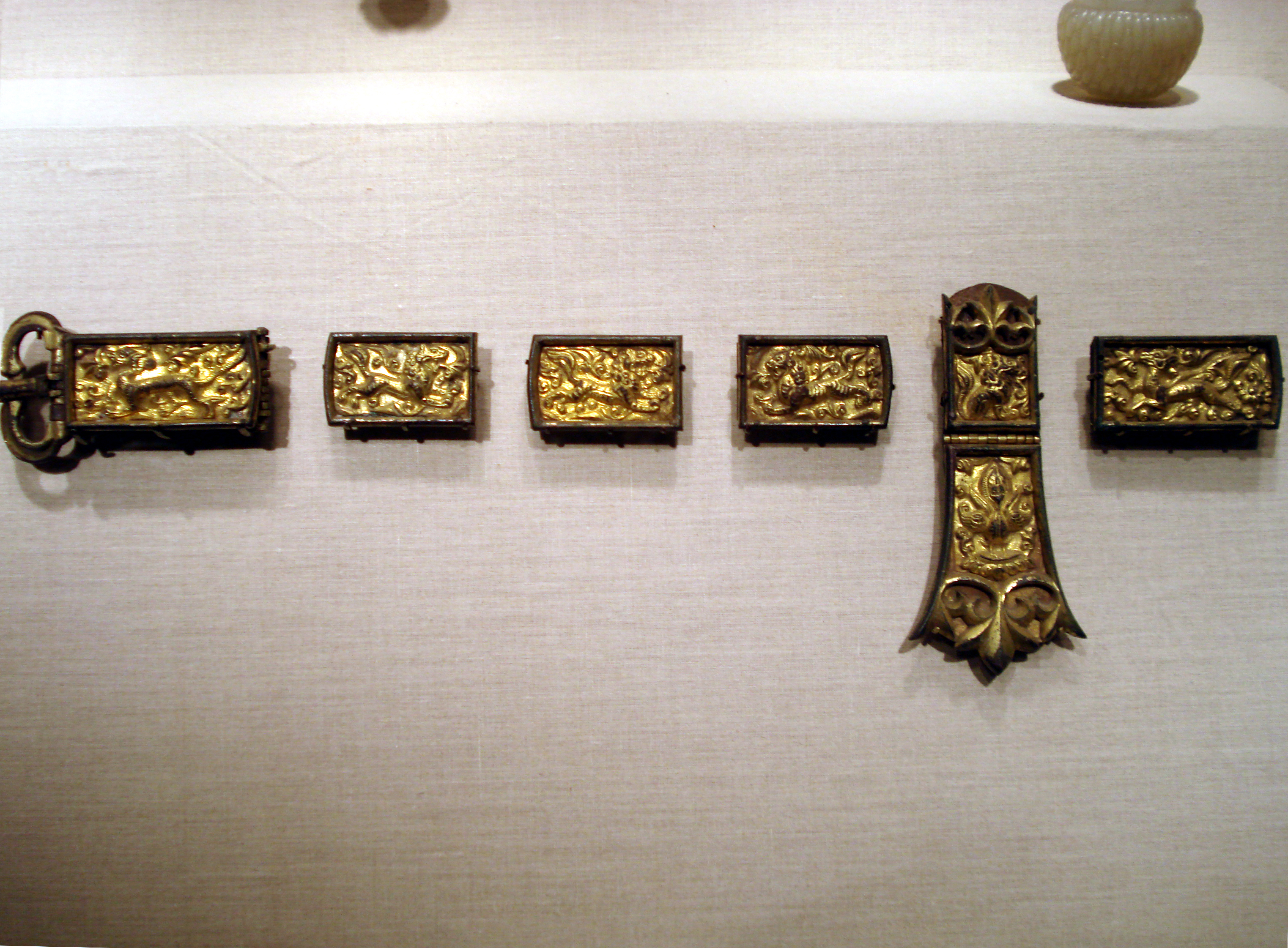
Une ceinture dorée sur bronze et cuivre, ornements d'inspiration Art des Steppes, VIe siècle. Freer & Sackler Galleries, Washington.
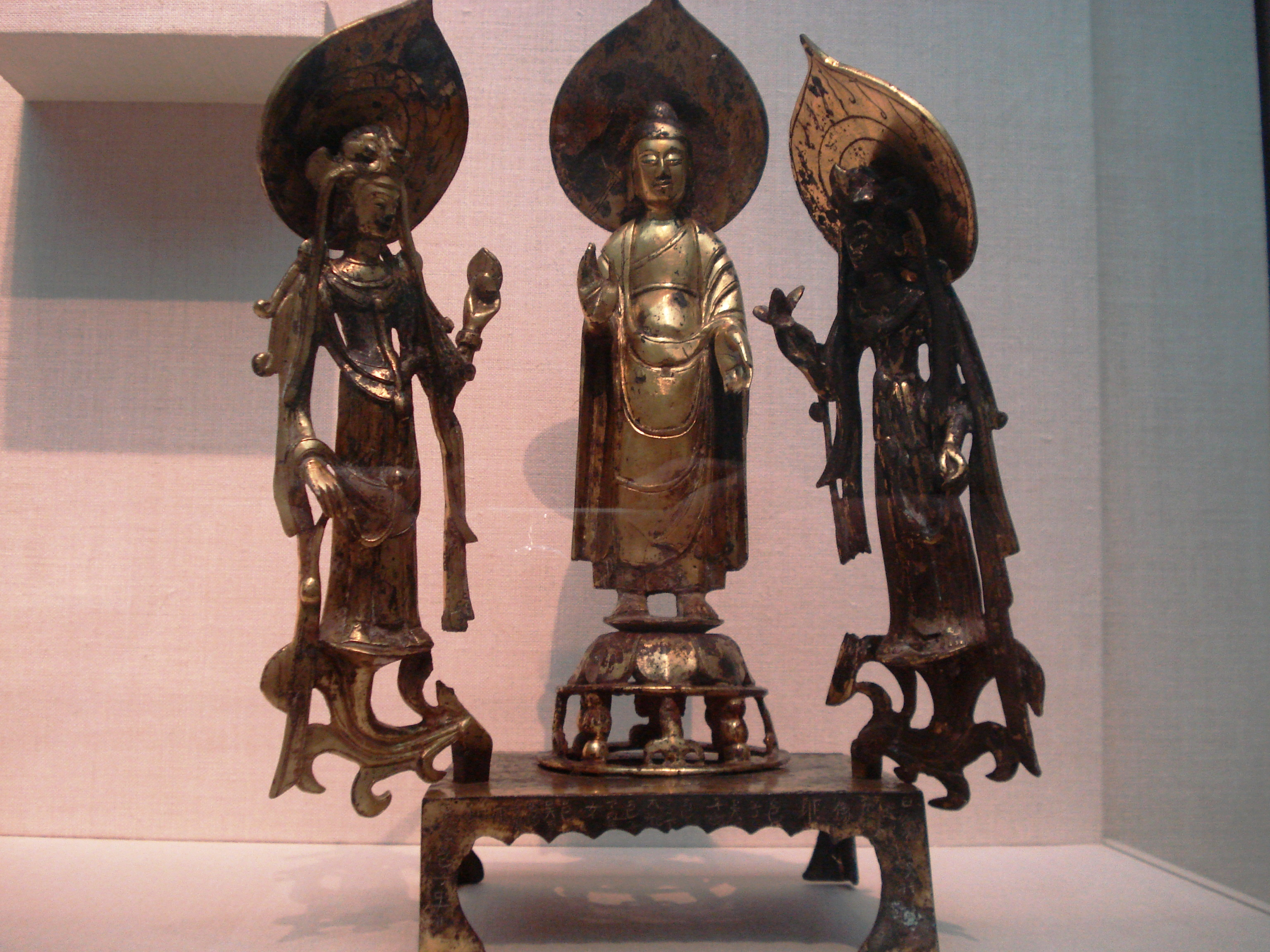
Bronze doré avec le Bouddha historique entre deux bodhisattvas, dynastie Sui, datée 597. Freer & Sackler Galleries, Washington D.C.

## Empereurs de la dynastie Sui
| Nom posthume (Shi Hao 諡號) Convention: "Sui" + name | Nom de naissance             | Dates de Règne | Nom de(s) période(s) (Nianhao 年號) et années associées           |
| Wendi (文帝 wén dì)                                  | Yang Jian (楊堅 yáng jiān)   | 581-604        | Kaihuang (開皇 kāi huáng) 581-600 Renshou (仁壽 rén shòu) 601-604 |
| Yangdi (煬帝 yáng dì) ou Mingdi (明帝 míng dì)       | Yang Guang (楊廣 yáng guǎng) | 605-618        | Daye (大業 dà yè) 605-618                                         |
| Gongdi (恭帝 gōng dì)                                | Yang You (楊侑 yáng yòu)     | 617-618        | Yining (義寧 yì níng) 617-618                                     |
| Gongdi (恭帝 gōng dì)                                | Yang Tong (楊侗 yáng tóng)   | 618-619        | Huangtai (皇泰 huáng tài) 618-619                                 |

## Généalogie des empereurs la dynastie Sui
|   |   |   |   |   |   |                                                  |                                                  |                                                  |                                                  |                                                  |                                                  |                                           |                                           |  |  |                                                      |                                                      |                                                      |                                                      |                                                      |                                                      |                                             |                                             |                                             |                                             |                                             |                                             | Dugu Xin 獨孤信 |   |                                           |                                           |                                           |                                           |                                           |                                           |               |               |                                              |                                              |                                              |                                              |                                              |                                              |                                        |                                        |                                        |                                        |                                        |                                        |                       |                       |                       |                       |  |  |                         |                         |                         |                         |                         |                         |  |  |                                         |                                         |                                         |                                         |                                         |                                         |  |  |  |  |  |  |  |  |  |  |  |  |  |  |  |  |
|   |   |   |   |   |   |                                                  |                                                  | Dynastie SUI                                     |                                                  |                                                  |                                                  |                                           |                                           |  |  |                                                      |                                                      |                                                      |                                                      |                                                      |                                                      |                                             |                                             |                                             |                                             |                                             |                                             |                 |   |                                           |                                           |                                           |                                           |                                           |                                           |               |               |                                              |                                              |                                              |                                              |                                              |                                              |                                        |                                        |                                        |                                        |                                        |                                        |                       |                       |                       |                       |  |  |                         |                         |                         |                         |                         |                         |  |  |                                         |                                         |                                         |                                         |                                         |                                         |  |  |  |  |  |  |  |  |  |  |  |  |  |  |  |  |
|   |   |   |   |   |   |                                                  |                                                  |                                                  |                                                  |                                                  |                                                  |                                           |                                           |  |  |                                                      |                                                      |                                                      |                                                      |                                                      |                                                      |                                             |                                             |                                             |                                             |                                             |                                             |                 |   |                                           |                                           |                                           |                                           |                                           |                                           |               |               |                                              |                                              |                                              |                                              |                                              |                                              |                                        |                                        |                                        |                                        |                                        |                                        |                       |                       |                       |                       |  |  |                         |                         |                         |                         |                         |                         |  |  |                                         |                                         |                                         |                                         |                                         |                                         |  |  |  |  |  |  |  |  |  |  |  |  |  |  |  |  |
|   |   |   |   |   |   |                                                  |                                                  | Yang Jian 楊坚 541–604 Wendi 文帝 581–604        | Yang Jian 楊坚 541–604 Wendi 文帝 581–604        | Yang Jian 楊坚 541–604 Wendi 文帝 581–604        | Yang Jian 楊坚 541–604 Wendi 文帝 581–604        | Yang Jian 楊坚 541–604 Wendi 文帝 581–604 | Yang Jian 楊坚 541–604 Wendi 文帝 581–604 |  |  | Dugu Qieluo 獨孤伽羅 544–602 Impératrice Xian 獻皇后 | Dugu Qieluo 獨孤伽羅 544–602 Impératrice Xian 獻皇后 | Dugu Qieluo 獨孤伽羅 544–602 Impératrice Xian 獻皇后 | Dugu Qieluo 獨孤伽羅 544–602 Impératrice Xian 獻皇后 | Dugu Qieluo 獨孤伽羅 544–602 Impératrice Xian 獻皇后 | Dugu Qieluo 獨孤伽羅 544–602 Impératrice Xian 獻皇后 |                                             |                                             |                                             |                                             |                                             |                                             |                 |   |                                           |                                           |                                           |                                           |                                           |                                           | Duchesse Dugu | Duchesse Dugu | Duchesse Dugu                                | Duchesse Dugu                                | Duchesse Dugu                                | Duchesse Dugu                                |                                              |                                              | Li Bing 李昺 d. 572 Duc de Tang 唐國公 | Li Bing 李昺 d. 572 Duc de Tang 唐國公 | Li Bing 李昺 d. 572 Duc de Tang 唐國公 | Li Bing 李昺 d. 572 Duc de Tang 唐國公 | Li Bing 李昺 d. 572 Duc de Tang 唐國公 | Li Bing 李昺 d. 572 Duc de Tang 唐國公 |                       |                       |                       |                       |  |  |                         |                         |                         |                         |                         |                         |  |  |                                         |                                         |                                         |                                         |                                         |                                         |  |  |  |  |  |  |  |  |  |  |  |  |  |  |  |  |
|   |   |   |   |   |   |                                                  |                                                  | Yang Jian 楊坚 541–604 Wendi 文帝 581–604        | Yang Jian 楊坚 541–604 Wendi 文帝 581–604        | Yang Jian 楊坚 541–604 Wendi 文帝 581–604        | Yang Jian 楊坚 541–604 Wendi 文帝 581–604        | Yang Jian 楊坚 541–604 Wendi 文帝 581–604 | Yang Jian 楊坚 541–604 Wendi 文帝 581–604 |  |  | Dugu Qieluo 獨孤伽羅 544–602 Impératrice Xian 獻皇后 | Dugu Qieluo 獨孤伽羅 544–602 Impératrice Xian 獻皇后 | Dugu Qieluo 獨孤伽羅 544–602 Impératrice Xian 獻皇后 | Dugu Qieluo 獨孤伽羅 544–602 Impératrice Xian 獻皇后 | Dugu Qieluo 獨孤伽羅 544–602 Impératrice Xian 獻皇后 | Dugu Qieluo 獨孤伽羅 544–602 Impératrice Xian 獻皇后 |                                             |                                             |                                             |                                             |                                             |                                             |                 |   |                                           |                                           |                                           |                                           |                                           |                                           | Duchesse Dugu | Duchesse Dugu | Duchesse Dugu                                | Duchesse Dugu                                | Duchesse Dugu                                | Duchesse Dugu                                |                                              |                                              | Li Bing 李昺 d. 572 Duc de Tang 唐國公 | Li Bing 李昺 d. 572 Duc de Tang 唐國公 | Li Bing 李昺 d. 572 Duc de Tang 唐國公 | Li Bing 李昺 d. 572 Duc de Tang 唐國公 | Li Bing 李昺 d. 572 Duc de Tang 唐國公 | Li Bing 李昺 d. 572 Duc de Tang 唐國公 |                       |                       |                       |                       |  |  |                         |                         |                         |                         |                         |                         |  |  |                                         |                                         |                                         |                                         |                                         |                                         |  |  |  |  |  |  |  |  |  |  |  |  |  |  |  |  |
|   |   |   |   |   |   |                                                  |                                                  |                                                  |                                                  |                                                  |                                                  |                                           |                                           |  |  |                                                      |                                                      |                                                      |                                                      |                                                      |                                                      |                                             |                                             |                                             |                                             |                                             |                                             |                 |   |                                           |                                           |                                           |                                           |                                           |                                           |               |               |                                              |                                              |                                              |                                              |                                              |                                              |                                        |                                        |                                        |                                        |                                        |                                        |                       |                       |                       |                       |  |  |                         |                         |                         |                         |                         |                         |  |  |                                         |                                         |                                         |                                         |                                         |                                         |  |  |  |  |  |  |  |  |  |  |  |  |  |  |  |  |
|   |   |   |   |   |   |                                                  |                                                  |                                                  |                                                  |                                                  |                                                  |                                           |                                           |  |  |                                                      |                                                      |                                                      |                                                      |                                                      |                                                      |                                             |                                             |                                             |                                             |                                             |                                             |                 |   |                                           |                                           |                                           |                                           |                                           |                                           |               |               |                                              |                                              |                                              |                                              |                                              |                                              |                                        |                                        |                                        |                                        |                                        |                                        |                       |                       |                       |                       |  |  |                         |                         |                         |                         |                         |                         |  |  |                                         |                                         |                                         |                                         |                                         |                                         |  |  |  |  |  |  |  |  |  |  |  |  |  |  |  |  |
| 1 | 1 | 1 | 1 | 1 | 1 |                                                  |                                                  | 2                                                | 2                                                | 2                                                | 2                                                | 2                                         | 2                                         |  |  | 3                                                    | 3                                                    | 3                                                    | 3                                                    | 3                                                    | 3                                                    |                                             |                                             | 4                                           | 4                                           | 4                                           | 4                                           | 4               | 4 |                                           |                                           | 5                                         | 5                                         | 5                                         | 5                                         | 5             | 5             |                                              |                                              | Dynastie TANG                                | Dynastie TANG                                | Dynastie TANG                                | Dynastie TANG                                | Dynastie TANG                          | Dynastie TANG                          |                                        |                                        |                                        |                                        |                       |                       |                       |                       |  |  |                         |                         |                         |                         |                         |                         |  |  |                                         |                                         |                                         |                                         |                                         |                                         |  |  |  |  |  |  |  |  |  |  |  |  |  |  |  |  |
| 1 | 1 | 1 | 1 | 1 | 1 | Yang Yong 楊勇 d. 604 Prince de Fangling 房陵王  | Yang Yong 楊勇 d. 604 Prince de Fangling 房陵王  | Yang Yong 楊勇 d. 604 Prince de Fangling 房陵王  | Yang Yong 楊勇 d. 604 Prince de Fangling 房陵王  | Yang Yong 楊勇 d. 604 Prince de Fangling 房陵王  | Yang Yong 楊勇 d. 604 Prince de Fangling 房陵王  | 2                                         | 2                                         |  |  | 3                                                    | 3                                                    | 3                                                    | 3                                                    | 3                                                    | 3                                                    | Yang Guang 楊廣 569–618 Yangdi 煬帝 604–617 | Yang Guang 楊廣 569–618 Yangdi 煬帝 604–617 | Yang Guang 楊廣 569–618 Yangdi 煬帝 604–617 | Yang Guang 楊廣 569–618 Yangdi 煬帝 604–617 | Yang Guang 楊廣 569–618 Yangdi 煬帝 604–617 | Yang Guang 楊廣 569–618 Yangdi 煬帝 604–617 | 4               | 4 |                                           |                                           | 5                                         | 5                                         | 5                                         | 5                                         | 5             | 5             | Yang Jun 楊俊 571–600 Prince de Qin 秦孝王   | Yang Jun 楊俊 571–600 Prince de Qin 秦孝王   | Yang Jun 楊俊 571–600 Prince de Qin 秦孝王   | Yang Jun 楊俊 571–600 Prince de Qin 秦孝王   | Yang Jun 楊俊 571–600 Prince de Qin 秦孝王   | Yang Jun 楊俊 571–600 Prince de Qin 秦孝王   | Dynastie TANG                          | Dynastie TANG                          |                                        |                                        | Yang Xiu 楊秀 573–618                  | Yang Xiu 楊秀 573–618                  | Yang Xiu 楊秀 573–618 | Yang Xiu 楊秀 573–618 | Yang Xiu 楊秀 573–618 | Yang Xiu 楊秀 573–618 |  |  | Yang Liang 楊諒 575–605 | Yang Liang 楊諒 575–605 | Yang Liang 楊諒 575–605 | Yang Liang 楊諒 575–605 | Yang Liang 楊諒 575–605 | Yang Liang 楊諒 575–605 |  |  | Li Yuan 李淵 566–635 Gaozu 高祖 618–626 | Li Yuan 李淵 566–635 Gaozu 高祖 618–626 | Li Yuan 李淵 566–635 Gaozu 高祖 618–626 | Li Yuan 李淵 566–635 Gaozu 高祖 618–626 | Li Yuan 李淵 566–635 Gaozu 高祖 618–626 | Li Yuan 李淵 566–635 Gaozu 高祖 618–626 |  |  |  |  |  |  |  |  |  |  |  |  |  |  |  |  |
|   |   |   |   |   |   | Yang Yong 楊勇 d. 604 Prince de Fangling 房陵王  | Yang Yong 楊勇 d. 604 Prince de Fangling 房陵王  | Yang Yong 楊勇 d. 604 Prince de Fangling 房陵王  | Yang Yong 楊勇 d. 604 Prince de Fangling 房陵王  | Yang Yong 楊勇 d. 604 Prince de Fangling 房陵王  | Yang Yong 楊勇 d. 604 Prince de Fangling 房陵王  |                                           |                                           |  |  |                                                      |                                                      |                                                      |                                                      |                                                      |                                                      | Yang Guang 楊廣 569–618 Yangdi 煬帝 604–617 | Yang Guang 楊廣 569–618 Yangdi 煬帝 604–617 | Yang Guang 楊廣 569–618 Yangdi 煬帝 604–617 | Yang Guang 楊廣 569–618 Yangdi 煬帝 604–617 | Yang Guang 楊廣 569–618 Yangdi 煬帝 604–617 | Yang Guang 楊廣 569–618 Yangdi 煬帝 604–617 |                 |   |                                           |                                           |                                           |                                           |                                           |                                           |               |               | Yang Jun 楊俊 571–600 Prince de Qin 秦孝王   | Yang Jun 楊俊 571–600 Prince de Qin 秦孝王   | Yang Jun 楊俊 571–600 Prince de Qin 秦孝王   | Yang Jun 楊俊 571–600 Prince de Qin 秦孝王   | Yang Jun 楊俊 571–600 Prince de Qin 秦孝王   | Yang Jun 楊俊 571–600 Prince de Qin 秦孝王   |                                        |                                        |                                        |                                        | Yang Xiu 楊秀 573–618                  | Yang Xiu 楊秀 573–618                  | Yang Xiu 楊秀 573–618 | Yang Xiu 楊秀 573–618 | Yang Xiu 楊秀 573–618 | Yang Xiu 楊秀 573–618 |  |  | Yang Liang 楊諒 575–605 | Yang Liang 楊諒 575–605 | Yang Liang 楊諒 575–605 | Yang Liang 楊諒 575–605 | Yang Liang 楊諒 575–605 | Yang Liang 楊諒 575–605 |  |  | Li Yuan 李淵 566–635 Gaozu 高祖 618–626 | Li Yuan 李淵 566–635 Gaozu 高祖 618–626 | Li Yuan 李淵 566–635 Gaozu 高祖 618–626 | Li Yuan 李淵 566–635 Gaozu 高祖 618–626 | Li Yuan 李淵 566–635 Gaozu 高祖 618–626 | Li Yuan 李淵 566–635 Gaozu 高祖 618–626 |  |  |  |  |  |  |  |  |  |  |  |  |  |  |  |  |
|   |   |   |   |   |   |                                                  |                                                  |                                                  |                                                  |                                                  |                                                  |                                           |                                           |  |  |                                                      |                                                      |                                                      |                                                      |                                                      |                                                      |                                             |                                             |                                             |                                             |                                             |                                             |                 |   |                                           |                                           |                                           |                                           |                                           |                                           |               |               |                                              |                                              |                                              |                                              |                                              |                                              |                                        |                                        |                                        |                                        |                                        |                                        |                       |                       |                       |                       |  |  |                         |                         |                         |                         |                         |                         |  |  |                                         |                                         |                                         |                                         |                                         |                                         |  |  |  |  |  |  |  |  |  |  |  |  |  |  |  |  |
|   |   |   |   |   |   |                                                  |                                                  |                                                  |                                                  |                                                  |                                                  |                                           |                                           |  |  |                                                      |                                                      |                                                      |                                                      |                                                      |                                                      |                                             |                                             |                                             |                                             |                                             |                                             |                 |   |                                           |                                           |                                           |                                           |                                           |                                           |               |               |                                              |                                              |                                              |                                              |                                              |                                              |                                        |                                        |                                        |                                        |                                        |                                        |                       |                       |                       |                       |  |  |                         |                         |                         |                         |                         |                         |  |  |                                         |                                         |                                         |                                         |                                         |                                         |  |  |  |  |  |  |  |  |  |  |  |  |  |  |  |  |
|   |   |   |   |   |   |                                                  |                                                  |                                                  |                                                  |                                                  |                                                  |                                           |                                           |  |  |                                                      |                                                      |                                                      |                                                      |                                                      |                                                      |                                             |                                             |                                             |                                             |                                             |                                             |                 |   |                                           |                                           |                                           |                                           |                                           |                                           |               |               |                                              |                                              |                                              |                                              |                                              |                                              |                                        |                                        |                                        |                                        |                                        |                                        |                       |                       |                       |                       |  |  |                         |                         |                         |                         |                         |                         |  |  |                                         |                                         |                                         |                                         |                                         |                                         |  |  |  |  |  |  |  |  |  |  |  |  |  |  |  |  |
| 1 | 1 | 1 | 1 | 1 | 1 |                                                  |                                                  | 2                                                | 2                                                | 2                                                | 2                                                | 2                                         | 2                                         |  |  | 3                                                    | 3                                                    | 3                                                    | 3                                                    | 3                                                    | 3                                                    |                                             |                                             |                                             |                                             |                                             |                                             |                 |   |                                           |                                           |                                           |                                           |                                           |                                           |               |               |                                              |                                              |                                              |                                              |                                              |                                              |                                        |                                        |                                        |                                        |                                        |                                        |                       |                       |                       |                       |  |  |                         |                         |                         |                         |                         |                         |  |  |                                         |                                         |                                         |                                         |                                         |                                         |  |  |  |  |  |  |  |  |  |  |  |  |  |  |  |  |
| 1 | 1 | 1 | 1 | 1 | 1 | Yang Zhao 楊昭 584–606 Cr.Prince Yuande 元德太子 | Yang Zhao 楊昭 584–606 Cr.Prince Yuande 元德太子 | Yang Zhao 楊昭 584–606 Cr.Prince Yuande 元德太子 | Yang Zhao 楊昭 584–606 Cr.Prince Yuande 元德太子 | Yang Zhao 楊昭 584–606 Cr.Prince Yuande 元德太子 | Yang Zhao 楊昭 584–606 Cr.Prince Yuande 元德太子 | 2                                         | 2                                         |  |  | 3                                                    | 3                                                    | 3                                                    | 3                                                    | 3                                                    | 3                                                    | Yang Jian 楊暕 585–618 Prince de Qi 齊王    | Yang Jian 楊暕 585–618 Prince de Qi 齊王    | Yang Jian 楊暕 585–618 Prince de Qi 齊王    | Yang Jian 楊暕 585–618 Prince de Qi 齊王    | Yang Jian 楊暕 585–618 Prince de Qi 齊王    | Yang Jian 楊暕 585–618 Prince de Qi 齊王    |                 |   | Yang Gao 楊杲 607–618 Prince de Zhao 趙王 | Yang Gao 楊杲 607–618 Prince de Zhao 趙王 | Yang Gao 楊杲 607–618 Prince de Zhao 趙王 | Yang Gao 楊杲 607–618 Prince de Zhao 趙王 | Yang Gao 楊杲 607–618 Prince de Zhao 趙王 | Yang Gao 楊杲 607–618 Prince de Zhao 趙王 |               |               | Yang Hao 楊浩 d. 618 Prince de Qin 秦王 618? | Yang Hao 楊浩 d. 618 Prince de Qin 秦王 618? | Yang Hao 楊浩 d. 618 Prince de Qin 秦王 618? | Yang Hao 楊浩 d. 618 Prince de Qin 秦王 618? | Yang Hao 楊浩 d. 618 Prince de Qin 秦王 618? | Yang Hao 楊浩 d. 618 Prince de Qin 秦王 618? |                                        |                                        |                                        |                                        |                                        |                                        |                       |                       |                       |                       |  |  |                         |                         |                         |                         |                         |                         |  |  |                                         |                                         |                                         |                                         |                                         |                                         |  |  |  |  |  |  |  |  |  |  |  |  |  |  |  |  |
|   |   |   |   |   |   | Yang Zhao 楊昭 584–606 Cr.Prince Yuande 元德太子 | Yang Zhao 楊昭 584–606 Cr.Prince Yuande 元德太子 | Yang Zhao 楊昭 584–606 Cr.Prince Yuande 元德太子 | Yang Zhao 楊昭 584–606 Cr.Prince Yuande 元德太子 | Yang Zhao 楊昭 584–606 Cr.Prince Yuande 元德太子 | Yang Zhao 楊昭 584–606 Cr.Prince Yuande 元德太子 |                                           |                                           |  |  |                                                      |                                                      |                                                      |                                                      |                                                      |                                                      | Yang Jian 楊暕 585–618 Prince de Qi 齊王    | Yang Jian 楊暕 585–618 Prince de Qi 齊王    | Yang Jian 楊暕 585–618 Prince de Qi 齊王    | Yang Jian 楊暕 585–618 Prince de Qi 齊王    | Yang Jian 楊暕 585–618 Prince de Qi 齊王    | Yang Jian 楊暕 585–618 Prince de Qi 齊王    |                 |   | Yang Gao 楊杲 607–618 Prince de Zhao 趙王 | Yang Gao 楊杲 607–618 Prince de Zhao 趙王 | Yang Gao 楊杲 607–618 Prince de Zhao 趙王 | Yang Gao 楊杲 607–618 Prince de Zhao 趙王 | Yang Gao 楊杲 607–618 Prince de Zhao 趙王 | Yang Gao 楊杲 607–618 Prince de Zhao 趙王 |               |               | Yang Hao 楊浩 d. 618 Prince de Qin 秦王 618? | Yang Hao 楊浩 d. 618 Prince de Qin 秦王 618? | Yang Hao 楊浩 d. 618 Prince de Qin 秦王 618? | Yang Hao 楊浩 d. 618 Prince de Qin 秦王 618? | Yang Hao 楊浩 d. 618 Prince de Qin 秦王 618? | Yang Hao 楊浩 d. 618 Prince de Qin 秦王 618? |                                        |                                        |                                        |                                        |                                        |                                        |                       |                       |                       |                       |  |  |                         |                         |                         |                         |                         |                         |  |  |                                         |                                         |                                         |                                         |                                         |                                         |  |  |  |  |  |  |  |  |  |  |  |  |  |  |  |  |
|   |   |   |   |   |   |                                                  |                                                  |                                                  |                                                  |                                                  |                                                  |                                           |                                           |  |  |                                                      |                                                      |                                                      |                                                      |                                                      |                                                      |                                             |                                             |                                             |                                             |                                             |                                             |                 |   |                                           |                                           |                                           |                                           |                                           |                                           |               |               |                                              |                                              |                                              |                                              |                                              |                                              |                                        |                                        |                                        |                                        |                                        |                                        |                       |                       |                       |                       |  |  |                         |                         |                         |                         |                         |                         |  |  |                                         |                                         |                                         |                                         |                                         |                                         |  |  |  |  |  |  |  |  |  |  |  |  |  |  |  |  |
| 1 | 1 | 1 | 1 | 1 | 1 |                                                  |                                                  | 2                                                | 2                                                | 2                                                | 2                                                | 2                                         | 2                                         |  |  | 3                                                    | 3                                                    | 3                                                    | 3                                                    | 3                                                    | 3                                                    |                                             |                                             |                                             |                                             |                                             |                                             |                 |   |                                           |                                           |                                           |                                           |                                           |                                           |               |               |                                              |                                              |                                              |                                              |                                              |                                              |                                        |                                        |                                        |                                        |                                        |                                        |                       |                       |                       |                       |  |  |                         |                         |                         |                         |                         |                         |  |  |                                         |                                         |                                         |                                         |                                         |                                         |  |  |  |  |  |  |  |  |  |  |  |  |  |  |  |  |
| 1 | 1 | 1 | 1 | 1 | 1 | Yang Tan 楊倓 603–618 Prince de Yan 燕王         | Yang Tan 楊倓 603–618 Prince de Yan 燕王         | Yang Tan 楊倓 603–618 Prince de Yan 燕王         | Yang Tan 楊倓 603–618 Prince de Yan 燕王         | Yang Tan 楊倓 603–618 Prince de Yan 燕王         | Yang Tan 楊倓 603–618 Prince de Yan 燕王         | 2                                         | 2                                         |  |  | 3                                                    | 3                                                    | 3                                                    | 3                                                    | 3                                                    | 3                                                    | Yang Tong 楊侗 605–619 Gongdi 恭帝 618–619  | Yang Tong 楊侗 605–619 Gongdi 恭帝 618–619  | Yang Tong 楊侗 605–619 Gongdi 恭帝 618–619  | Yang Tong 楊侗 605–619 Gongdi 恭帝 618–619  | Yang Tong 楊侗 605–619 Gongdi 恭帝 618–619  | Yang Tong 楊侗 605–619 Gongdi 恭帝 618–619  |                 |   | Yang You 楊侑 605–619 Gongdi 恭帝 617–618 | Yang You 楊侑 605–619 Gongdi 恭帝 617–618 | Yang You 楊侑 605–619 Gongdi 恭帝 617–618 | Yang You 楊侑 605–619 Gongdi 恭帝 617–618 | Yang You 楊侑 605–619 Gongdi 恭帝 617–618 | Yang You 楊侑 605–619 Gongdi 恭帝 617–618 |               |               |                                              |                                              |                                              |                                              |                                              |                                              |                                        |                                        |                                        |                                        |                                        |                                        |                       |                       |                       |                       |  |  |                         |                         |                         |                         |                         |                         |  |  |                                         |                                         |                                         |                                         |                                         |                                         |  |  |  |  |  |  |  |  |  |  |  |  |  |  |  |  |

### Chine médiévale
- (en) David A. Graff, Medieval Chinese Warfare, 300-900, Londres et New York, Routledge, coll. « Warfare & History », 2002
- (en) Mark Edward Lewis, China Between Empires : The Northern and Southern Dynasties, Cambridge et Londres, Belknap Press of Harvard University Press, coll. « History of imperial China », 2009
- (en) Mark Edward Lewis, China's Cosmopolitan Empire : The Tang Dynasty, Cambridge et Londres, Belknap Press of Harvard University Press, coll. « History of imperial China », 2009
- (en) Victor Cunrui Xiong, Historical Dictionary of Medieval China, Lanham, Scarecrow Press, coll. « Historical dictionaries of ancient civilizations and historical eras », 2009, 731 p. (ISBN 978-0-8108-6053-7, lire en ligne)

### Dynastie Sui
- (en) Arthur F. Wright, « The Sui dynasty (581-617) », dans Denis C. Twitchett (dir.), The Cambridge History of China, Volume 3 Sui and T'ang China, 589-906, Part I, Cambridge, Cambridge University Press, 1979, p. 48-149
- (en) Victor Cunrui Xiong, Emperor Yang of the Sui Dynasty : His Life, Times, and Legacy, Albany, State University of New York Press, coll. « SUNY Series in Chinese Philosophy and Culture », 2006
- (en) Arthur F. Wright, The Sui Dynasty, Knopf, 1978 (lire en ligne ), 237